# Centralnopapuanski jezici
Centralnopapuanski jezici (privatni kod: cpap), jedna od dviju glavnih skupina perifernih papuan tip jezika [ppti] iz Papue NG. Obuhvaća (14) jezika podijeljenih na 3 uže skupine, to su: 
a. Oumski  [oumc] (4):
a1. Magorijski [mago] (3): bina [bmn], magori [zgr], yoba [yob]
Ouma [oum]
b. Sinagoro-Keapara [sink] (4): hula [hul], keapara [khz], metu [meu], sinaugoro [snc]
c. Zapadni centralnopapuanski [wcpa] (6)
c1. Gabadi [gaba] (1): abadi [kbt]
c2. Jezgrovni zapadni centralni papuanski [nwcp] (5): kuni [kse], lala [nrz], mekeo [mek], toura [don], waima [rro]

## Vanjske poveznice
- [ Ethnologue (14th)]
- [ Ethnologue (15th)]